# Étienne de Silhouette

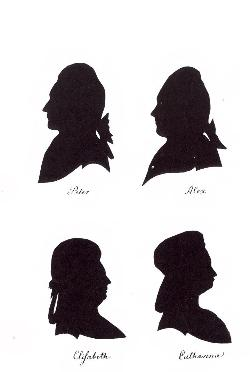
Vier silhouetten uit de 18e eeuw

Étienne de Silhouette (Limoges, 5 juli 1709 – Bry-sur-Marne, 20 januari 1767) was een impopulaire contrôleur général des finances onder Lodewijk XV van Frankrijk. Zijn naam werd synoniem met goedkope portretten, in zwart-wit.

## Biografie
Silhouette was de zoon van een belastingontvanger in Limoges. Hij kreeg een opleiding bij de jezuïeten in Parijs. In 1729 publiceerde hij over de Ritenstrijd en zag net als vele andere filosofen en schrijvers keizerrijk China als voorbeeld.
Silhouette reisde veel (Spanje, Portugal en Italië) en verbleef acht jaar in Engeland. Hij hield zich bezig met het Engelse belastingsysteem en het vertalen van Alexander Pope Essay on Man en Universal Prayer, waarbij hij werd geassisteerd door Denis Diderot; ook vertaalde hij werk van bisschop William Warburton (The Alliance between Church and State, (1736) en de Spaanse schrijver Baltasar Gracián.
Silhouette pleitte in Frankrijk voor gewetensvrijheid en tolerantie en introduceerde liberale ideeën vanuit Engeland.
Hij zou nog voor de Franse en Indiaanse Oorlog benoemd zijn in Acadië (1749) en als toezichthouder bij de Franse Oostindische Compagnie. Zijn naam is verbonden aan Silhouette, een eiland in de Seychellen.

### Controleur
In 4 maart 1759 werd hij op advies van Madame de Pompadour benoemd tot contrôleur général des finances. Zijn beroemdste voorganger was Jean-Baptiste Colbert.

Silhouette raakte in hetzelfde jaar in conflict met het Parlement van Parijs nadat hij had voorgesteld een luxe of weeldebelasting (op de adel en geestelijkheid) in te stellen, om zodoende de Franse schatkist, die leeg was ten gevolge van de Zevenjarige Oorlog (1756-1763) aan te vullen. Het Franse belastingsysteem onder het ancien régime hield in dat voornamelijk de Derde stand werd aangeslagen. De belastinginning was verpacht en Silhouette stelde voor de belastingpachters in hun privileges te beperken. Op 26 oktober 1759 stelde hij voor gouden en zilveren siervoorwerpen om te smelten. De adel verzette zich heftig tegen de plannen van Silhouette; ook Voltaire, een tegenstander, verzette zich tegen de gang van zaken.. Op 21 november 1759 is Silhouette afgetreden of overgeplaatst, en trok zich terug op zijn buitenverblijf. Jean-Jacques Rousseau, een voorstander, stuurde hem een brief na afloop van de zaak.
Zijn opvolger, Henri Léonard Jean Baptiste Bertin, stelde het Franse kadaster in.
Zijn in 1773 verschenen memoires werden door de regering verboden, maar uiteindelijk zou het Franse belastingstelsel in grote lijnen volgens zijn voorstellen worden herzien.

## Silhouet
Voor de komst van fotografie was het knippen of snijden van profielen uit zwart papier de goedkoopste manier om iemand af te beelden. Silhouette zou zeer bedreven zijn geweest in het vervaardigen van dergelijke tekeningetjes tijdens langdurige vergaderingen en legde zich na zijn (onvrijwillig) pensioen geheel toe op deze kunstvorm, waarbij hij silhouetbeelden plaatste in de tuin van zijn gerestaureerde kasteel in Bry-sur-Marne.
Volgens sommigen waren zijn fiscale maatregelen zo impopulair dat zijn slachtoffers zich tot schaduwen gereduceerd voelden, hetgeen zou worden uitgedrukt in de eerste journalistieke spotprenten.